# Luis Ziembrowski
Luis Ziembrowski (Buenos Aires, 22 de marzo de 1962) es un actor, director de cine y guionista argentino. Ganó reconocimiento con su papel de Donato Aguirre en la telecomedia Lalola (2007). En 2012 trabajó en la aclamada película Diablo, ópera prima del director Nicanor Loreti.

## Filmografía
Director
- 2013: Lumpen

Productor
- 2013: Lumpen

Guionista
- 2013: Lumpen
- 2010: Malasangre
- 2004: La vida por Perón

Intérprete
- 1986: Pinocho dir. Alejandro Malowicki
- 1997: Quereme así (Piantao) dir. Eliseo Álvarez
- 1997: Invierno, mala vida dir. Gregorio Cramer
- 1998: Cielo ciego ... dir. Nicolás Acuña   (Chile)
- 1999: Tesoro mío dir. Sergio Bellotti
- 2000: Buenos Aires plateada dir. Luis Barone
- 2000: Chicos ricos ... Medina dir. Mariano Galperín
- 2000: Plata quemada... Florian Barros dir. Marcelo Piñeyro
- 2001: Vidas privadas ... Alejandro Rossemberg dir. Fito Páez
- 2001: No quiero volver a casa ... Mario dir. Albertina Carri
- 2001: Arregui, la noticia del día... Médico dir. María Victoria Menis
- 2002: Sudeste... dir. Sergio Bellotti
- 2003: El tigre escondido dir. Luis Barone
- 2003: Sueños atómicos dir. Omar Quiroga
- 2003: Sola, como en silencio ... Bibliófilo dir. Mario Levin
- 2003: Cielo azul, cielo negro ... Gabriel dir. Paula de Luque y Sabrina Farji
- 2003: Adiós, querida Luna dir. Fernando Spiner
- 2003: Corner ... Papá dir. Luis Ziembrowski y Iosi Havilio
- 2004: La guerra de los gimnasios (Cortometraje) dir. Diego Lerman
- 2004: El delantal de Lili ... Ramón dir. Mariano Galperín
- 2004: La vida por Perón ... Rafael dir. Sergio Bellotti
- 2005: Un buda ... Rata dir. Diego Rafecas
- 2005: Tatuado ... Álvaro dir. Eduardo Raspo
- 2005: El buen destino ... Dr. Beltán dir. Leonor Benedetto
- 2005: Como mariposas en la luz ...Manotas dir. Diego Yaker
- 2006: El boquete ... Rubén dir. Mariano Mucci
- 2006: Mientras tanto ... Hugo dir. Diego Lerman
- 2007: El sentido del miedo ... Emilio Beinase dir. Valentín Javier Diment
- 2007: Más que un hombre ... Telmo (el protagonista) dir. Dady Brieva y Gerardo Vallina
- 2008: El propietario ... Luis dir. Valentín Javier Diment
- 2009: Lo siniestro ... Carlos dir. Sergio Mazurek
- 2010: Chasqui... Bernardino Rivadavia dir. Néstor Montalbano
- 2011: Aballay ... Torres dir. Fernando Spiner
- 2011: Un amor ... Lalo dir. Paula Hernández
- 2012: Diablo ... Policía dir. Nicanor Loreti
- 2012: Ni un hombre más ... Rolo dir. Martín Salinas
- 2013: Séptimo ... Portero dir. Patxi Amezcua
- 2014: El cerrajero ... Juan dir. Natalia Smirnoff
- 2014: Fermín dir. Hernán Findling y Oliver Kolker
- 2014: Deshora dir. Bárbara Sarasola-Day
- 2015: El patrón: radiografía de un crimen ... Don Latuada dir. Sebastián Schindel
- 2015: La parte ausente.......
- 2015: Kryptonita ... Ventura dir. Nicanor Loreti
- 2016: 8 tiros
- 2018: ¿Qué puede pasar?
- 2019: Blindado
- 2019: El cuento del tío
- 2019: La sabiduría
- 2019: Ciegos
- 2022: Que todo se detenga
- 2023: Puan - Comisario
- 2024: Los justos

## Teatro
- 2013:"Sonata de otoño"

```
 2019: “Hamlet”
```

- 2018: El casamiento

## Televisión
- 1995: Poliladron, El Trece.
- 1997: El garante, El Nueve.
- 1998: Delicatessen, América.
- 1997: La condena de Gabriel Doyle, El Nueve.
- 2000: Tiempo final, como Policía, Telefe.
- 2000: Campeones de la vida, como Pensionista, El Trece.
- 2001: Culpables, como Ladrón, El Trece.
- 2001: 22, el loco, como Coqui, El Trece.
- 2003: Soy gitano, como Sacho, El Trece.
- 2004: Locas de amor, como Alberto Spinelli, El Trece.
- 2004: El disfraz, como Esposo de la Dra. Lavalle.
- 2004: Quinto mandamiento, como Vigno.
- 2005: Chancay, la momia inca, como Rodrigo.
- 2005: Criminal, como Santibañez, Canal nueve.
- 2006: Beinase, como Emilio Beinase.
- 2006: El tiempo no para, El Nueve.
- 2006: Hermanos y detectives como Roque Peralta, Telefe.
- 2006-2007: Mujeres asesinas, El Trece.
- 2007-2008: Lalola, como Donato Aguirre, América.
- 2007: Urgente (telefilme) dir. Cristina Banegas y Albertina Carri
- 2008: Variaciones, como Julio, Canal 9.
- 2008: Socias, como Willy, Canal 13.
- 2008: Don Juan y su bella dama, como Gabriel Contreras, Telefe.
- 2009: Ciega a citas, como Brian McQueen, Televisión Pública.
- 2010: Botineras, como Roca, Telefe.
- 2010: Lo que el tiempo nos dejó, Telefe.
- 2011: Un año para recordar, como Jorge Sanz Palacios, Telefe.
- 2011: El pacto, como el psicólogo Marcos Gonzáles Gava, América.
- 2012: Amores de historia, como Pedro, el Mendocino, El Nueve.
- 2013: Los vecinos en guerra, como Ciro Nieto, Telefe.
- 2013: Historias de diván, como Alejandro, Telefe.
- 2013: Dos por una mentira, como Rubén Fridman, Canal 10.
- 2015: 4 reinas, como Carlos Ruggi, TV Pública.
- 2015: La casa, Mario Saslavsky, TV Pública.
- 2015: Milagros en campaña, Santiago Pezzutti, El Nueve.
- 2015: Conflictos modernos, El Nueve.
- 2016-2018: Psiconautas, como Néstor "Coco" Charle, TBS.
- 2017: Fanny, la fan, como Manco Gutiérrez, Telefe.
- 2019: El Marginal, como Ángel Machado Williams, Televisión Pública.
- 2022: Supernova, como Pierre, Prime Video.
- 2023: Las bellas almas de los verdugos, como Sarmiento, TV Pública.
- 2023: El amor después del amor, como Portunato, Netflix.
- 2023: DT, la misión, como Horacio López, El Siete.
- 2023: El jardín de bronce, como Inspector Grillo, HBO.

## Premios
- Premio Clarín 2002: Revelación masculina (22, el loco).
- Premio Clarín 2006: Mejor actor de reparto (Mientras tanto).
- Premio Clarín 2007: Mejor actor de comedia (Lalola).
- Premio Martin Fierro 2008: Mejor actor de reparto en comedia (Lalola).

## Nominaciones
- Premio Cóndor de Plata 2006: Mejor actor de reparto (Tatuado).
- Premio Cóndor de Plata 2008: Mejor actor protagónico (Más que un hombre).